# Gut Höltigbaum
Koordinaten: 53° 36′ 35,2″ N, 10° 11′ 27,1″ O

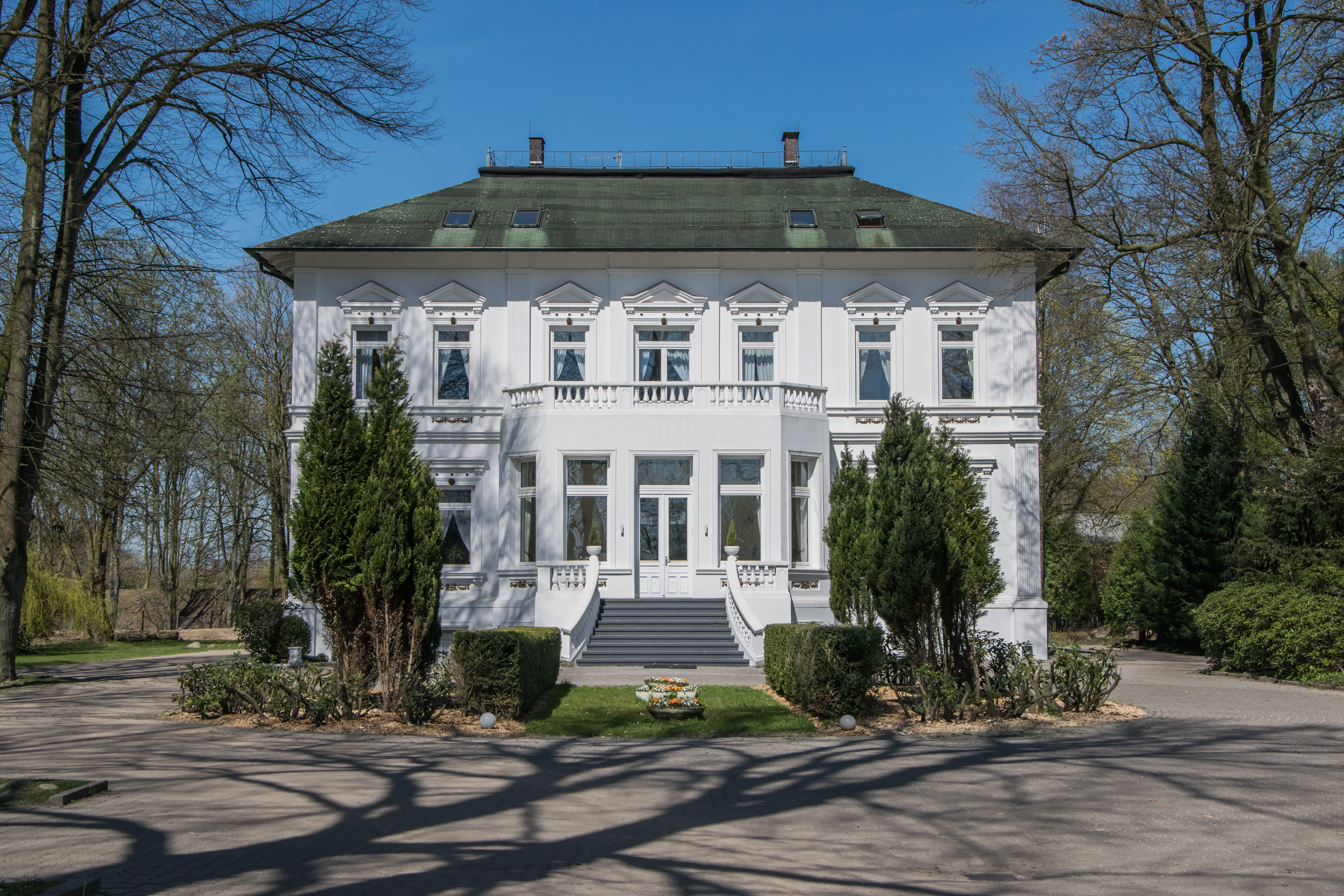
Herrenhaus Höltigbaum

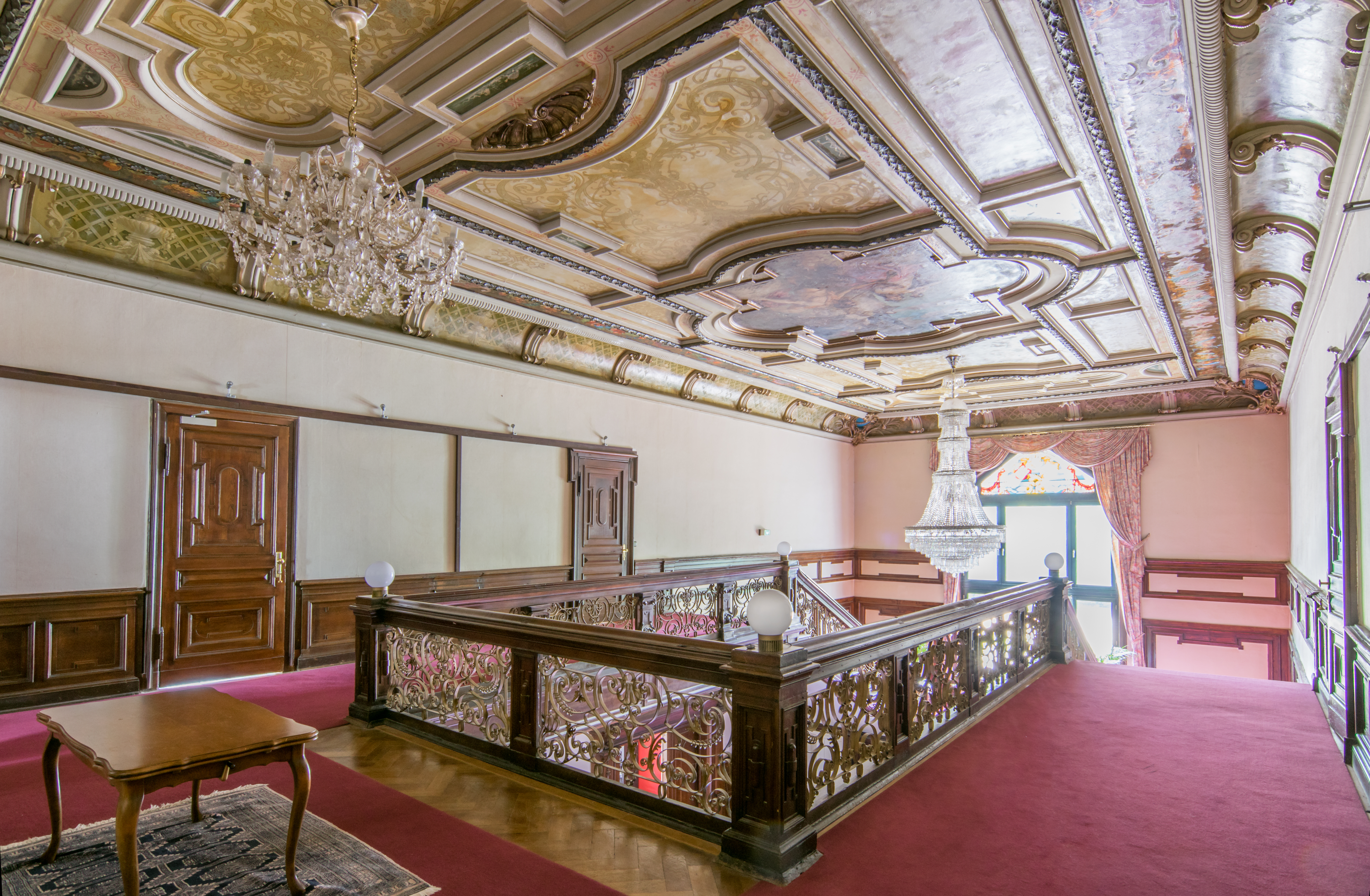
Treppenhalle im Obergeschoss

Das ehemalige Gut Höltigbaum mit seinem Herrenhaus befindet sich in Hamburg-Rahlstedt. Die denkmalgeschützte Villa mit ihren Nebengebäuden liegt direkt an der Grenze zu Schleswig-Holstein an der Sieker Landstraße.

## Geschichte

### Entstehung des Gutes bis 1756
Das Gebiet um das spätere Herrenhaus Höltigbaum wurde im Oldenfelder Erdbuch von 1708 als Oldenfelder Hagen und später auch als Mannhagen bezeichnet. Die Äcker wurden damals von den Bauern gemeinschaftlich bewirtschaftet, trotzdem war das Gelände rechtlich unterteilt und einzelne Streifen gehörten jeweils zu den sechs Oldenfelder Vollbauerstellen (Hufen). Allein der östlichste, dem Bauern Claus Krohn zugeordnete Streifen des Oldenfelder Hagens reichte bis an die Landstraße zwischen Hamburg und Lübeck. Krohn war Bauernvogt von Oldenfelde und hatte zusätzlich das Recht, einen Krug zu bewirtschaften.
Erste Versuche der Familie Krohn im Jahr 1737, auf Mannhagen einen zweiten Krug zu errichten, scheiterten am Widerstand der Rahlstedter Kirche. Diese hatte erklärt, dass in früheren Zeiten an diesem Platz eine Kapelle gestanden habe und das Land der Kirche gehöre. Die Kirche verpachtete ab 1738 das Land an Matthias Hildebrand aus Neu-Rahlstedt. Ende desselben Jahres wurde zusätzlich die Errichtung des Kruges von Herzog Karl Friedrich verboten.
Nach einem Urteil des Lübecker Bischofs vom 20. Mai 1739 sollte der Krug nun von Matthias Hildebrand errichtet werden. In der Rahlstedter Kirchenchronik wurde 1796 aber verzeichnet, dass nach des Herzogs Tod 1739 „die Oldenfelder alles wieder weggenommen“ haben. 1750 wurde Oldenfelde zusammen mit weiteren „Rühmerdörfer“ genannten Ortschaften von Zar Peter III. (in Personalunion Herzog von Holstein-Gottorf) an Hamburg verpfändet. Aus den in diesem Zusammenhang erstellten Steuerschätzungen geht hervor, dass auf Mannhagen die Erben von Claus Krohn eine Krugkate bewirtschafteten, für die Abgaben zu entrichten waren. 1756 kaufte Heinrich Stehr von der Familie Krohn auf Mannhagen Land zusammen mit der Krugkate und einer Scheune für 2100 Courantmark.

### Im Besitz der Familie Kratzmann – aus Mannhagen wird Höltigbaum
Stehr verkaufte den Hof 1775 an Claus Kratzmann aus Ostholstein. Der Hof hatte zu diesem Zeitpunkt eine Größe von 8 Tonnen, etwa 5,4 Hektar.
Da der Hof direkt an Stapelfelder Gebiet grenzte, bekam Kratzmann 1780 zunächst eine Tonne und 1784 weitere 11 Tonnen Stapelfelder Land zur Bewirtschaftung. Bei der Oldenfelder Verkoppelung 1786 bekam Kratzmann weitere 12 Tonnen Land, so dass sich die Hofgröße nun auf 32 Tonnen (21,52 Hektar) vergrößert hatte.
Carsten Kratzmann, der Bruder von Claus Kratzmann, wurde 1786 Zollpächter der Ämter Trittau und Reinbek. Er verlegte die Zollstelle von der Alt-Rahlstedter Mühle an die Landstraße bei Mannhagen. Claus Kratzmann wurde Unterzollpächter seines Bruders und damit Zolleinnehmer. Vom nun errichteten Schlagbaum leitete sich im Anschluss der Name Höltigbaum (Haltebaum) ab. 1804 kaufte Claus Kratzmann weiteres Land südlich der Landstraße auf Stapelfelder Gebiet hinzu. Das Gut umfasste nun 39 Tonnen (26,23 Hektar). 1808 übernahm der Sohn Hans Jakob Andreas den Hof.
Die damaligen Napoleonischen Kriege mit der Kontinentalsperre brachten große Probleme für das Gut mit sich. Soldaten mussten versorgt werden, und die Zolleinnahmen brachen durch den zurückgehenden Handel ein. 1813 kam es in der Gegend zu Kämpfen zwischen französischen und russischen Truppen und ihren jeweiligen Verbündeten. Neben den Belastungen durch Einquartierung brachen auch Infektionskrankheiten wie Typhus und Ruhr aus. Hans Jakob Andreas Kratzmann und sein Vater Claus starben 1813 an einem „ansteckenden Nervenfieber“. Die Witwe von Hans Jacob Andreas Kratzmann heiratete 1814 Hans Heinrich Georg Wegner, der Gut Höltigbaum für 16 Jahre als „Setzwirt“ treuhänderisch für Kratzmanns Kinder weiterführte. 1830 übernahm Andreas Kratzmann den Hof. 1837 wurde die Zollstelle vom Höltigbaum wieder nach Alt-Rahlstedt verlegt. Zwar wurde Andreas Kratzmann noch im selben Jahr selbst Generalzollpächter für Trittau und Reinbek, doch am 1. Januar 1839 endete die Erhebung der Land-, Fracht- und Holzzölle, wodurch diese Einnahmen wegfielen. Zu diesem Zeitpunkt hatte bereits der Ausbau der heutigen Bundesstraße 75 zwischen Oldesloe und Wandsbek zur Chaussee begonnen, der 1843 abgeschlossen wurde. Die Landstraße am Höltigbaum wurde dadurch zu einer unbedeutenden, schwach genutzten Nebenstraße, wodurch auch die Einnahmen aus der Gastwirtschaft wegfielen. 1845 musste Kratzmann Konkurs anmelden. Besitzerin des Gutes war zunächst seine Ehefrau Susanne, die Höltigbaum aber 1850 verkaufen musste. In den folgenden Jahren wechselte das Gut mehrfach den Besitzer. Bei der Gebäudesteuerveranlagung von 1867 wurde Gut Höltigbaum detailliert beschrieben. Neben dem Herrenhaus gehörten noch eine Fachwerkscheune und ein massives Stallgebäude („Viehhaus“) zum Gut. In einer Fachwerkkate gab es drei Wohnungen für Tagelöhnerfamilien. Das Herrenhaus war massiv gebaut und hatte ein Pfannendach.

### 1892 Bau des Herrenhauses durch Julius Simmonds

Das Gut Höltigbaum 1921, erhaltene Gebäude sind grau dargestellt

Situation 2015, die Zahlen stehen für die heutigen Hausnummern

1889 erwarb Julius Simmonds, ein in Saint Thomas auf Dänisch-Westindien geborener Kaufmann mit US-amerikanischer Staatsbürgerschaft, das Gut Höltigbaum. 1891 heiratete er die in Posen geborene Agnes Moeller und errichtete 1892 an der Stelle des alten Herrenhauses für 500.000 Mark die noch heute bestehende Villa.
Das Gebäude wurde von Zeitgenossen als sehr luxuriös beschrieben. Die Wände waren mit von italienischen Künstlern bemalten Seidentapeten geschmückt. Die Decken waren bemalt. Das Haus hatte Zentralheizung, Wasserleitungen und elektrisches Licht. 
Bereits 1895 musste Simmonds das Gut mit der Villa für nur noch 200.000 Mark über die Börse verkaufen. Seine Ehe wurde 1897 geschieden, und er kehrte im November 1900 mit seiner zweiten Ehefrau und seinem 5-jährigen Sohn aus erster Ehe nach Nordamerika zurück. Neuer Besitzer von Höltigbaum wurde der voigtländische Teppichfabrikant Carl Friedrich te Kock, der aber schon 1902 das Gut an den Berner Gutsbesitzer Karl Baron von Schröder weiterverkaufte.

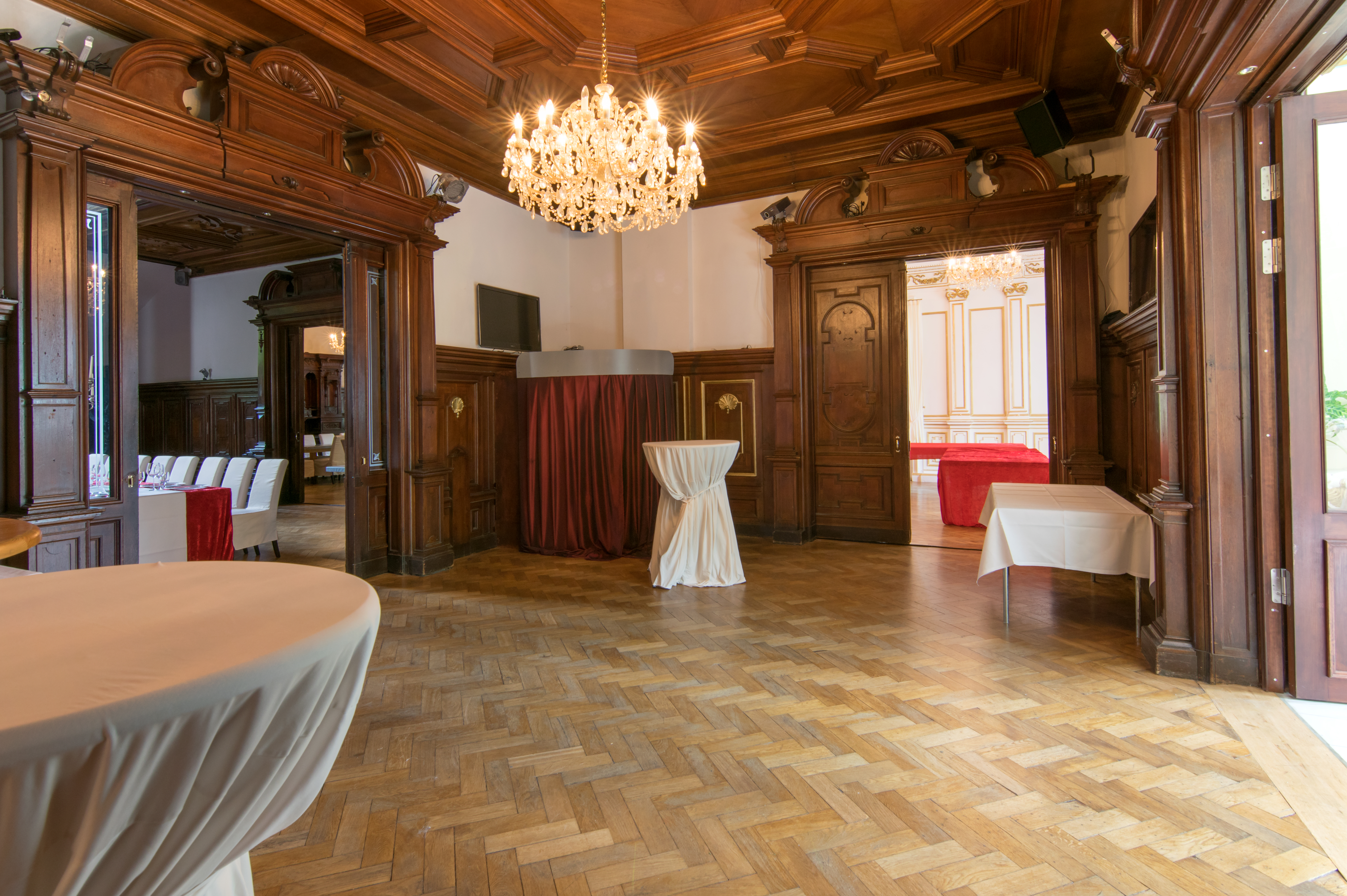
Zentrale Halle
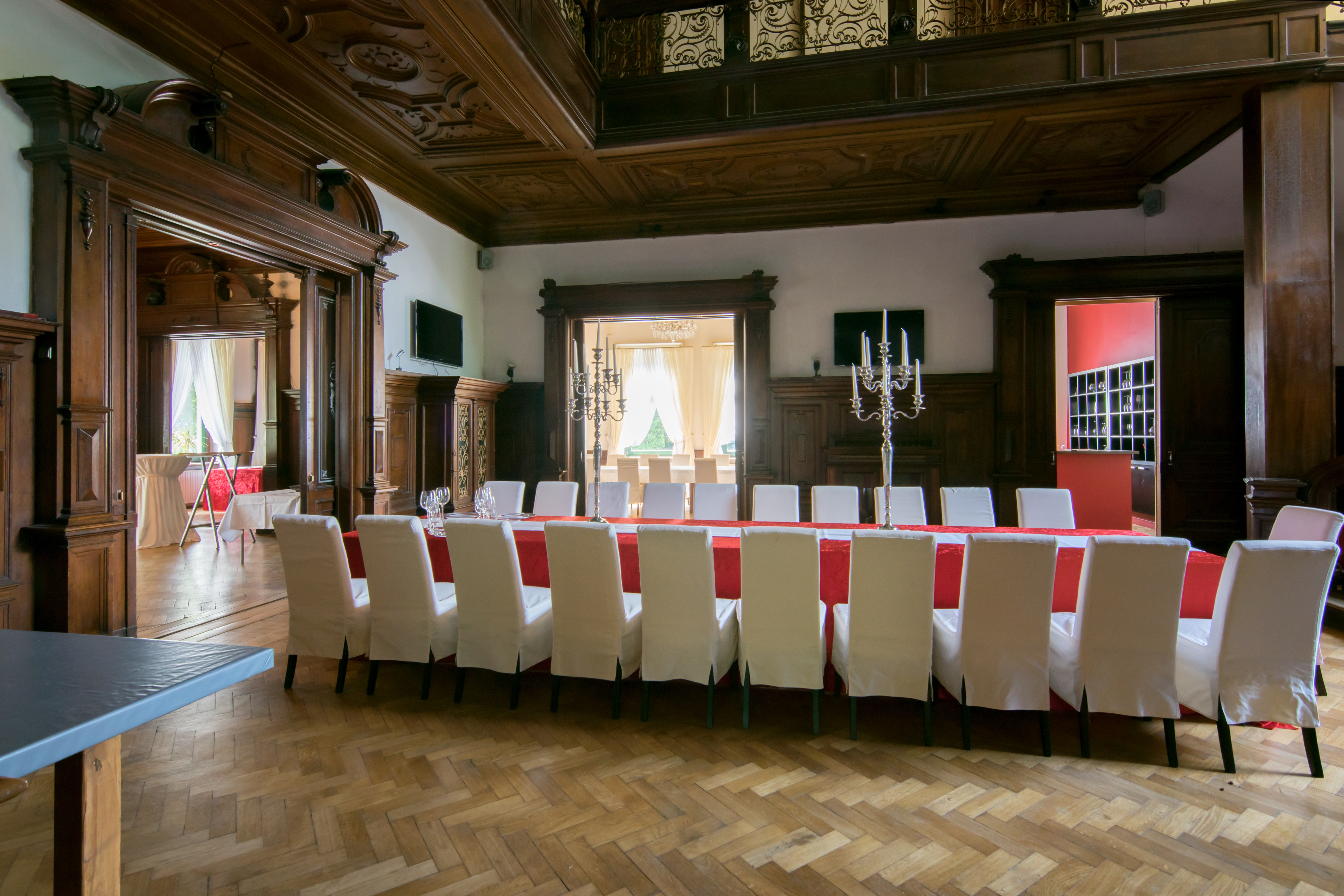
Halle vor der Treppe
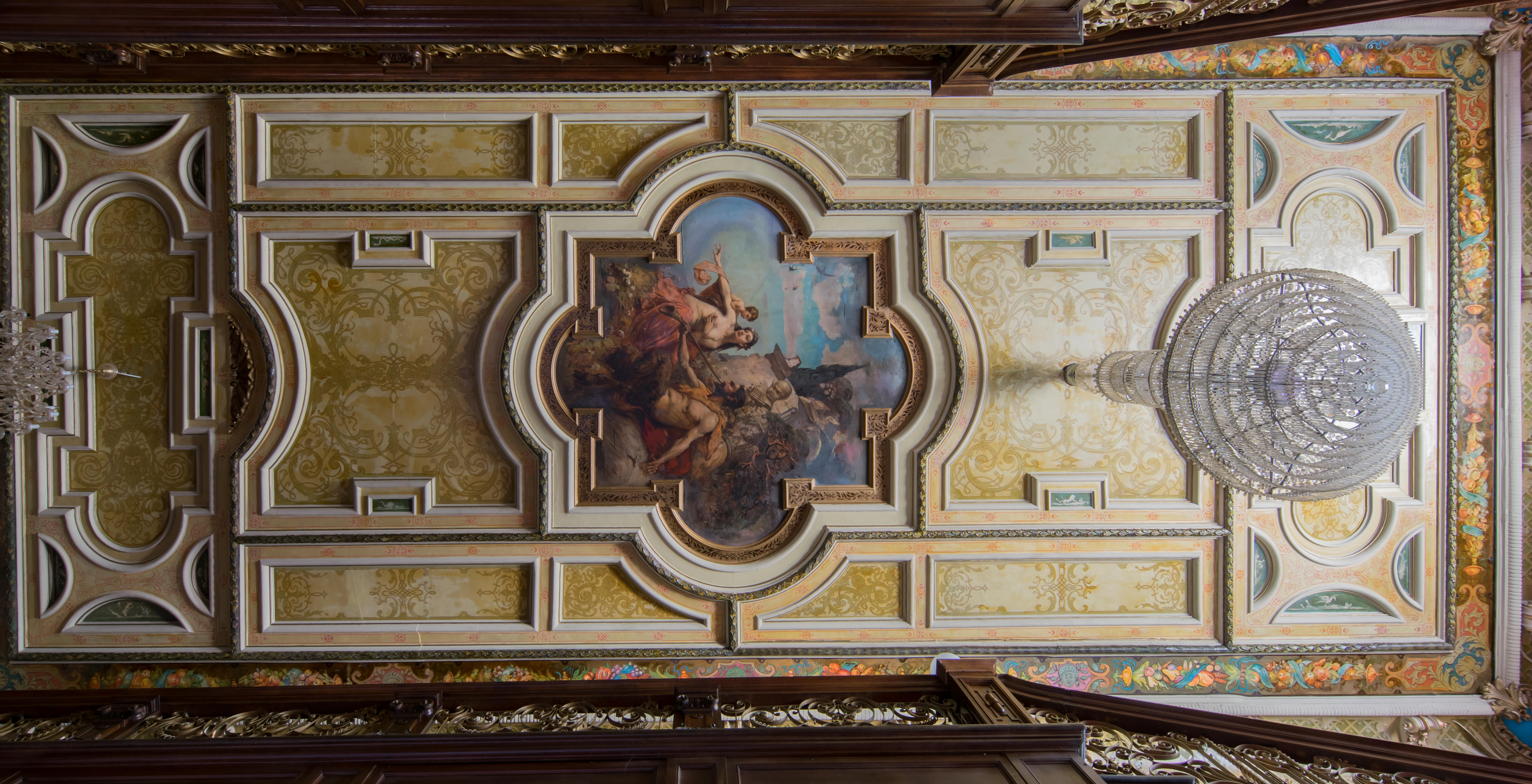
Decke in der Treppenhalle
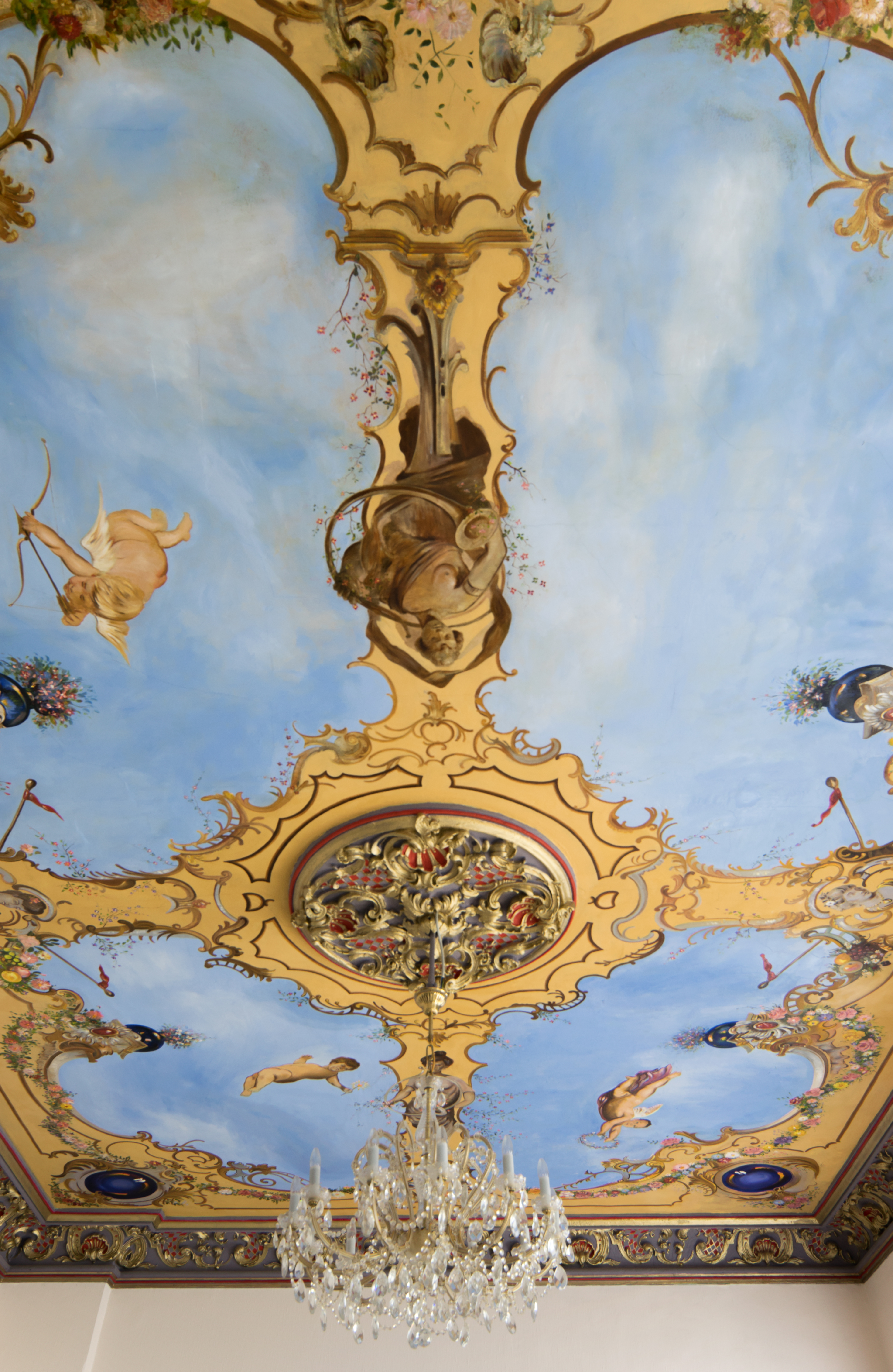
Decke in einem Gästezimmer
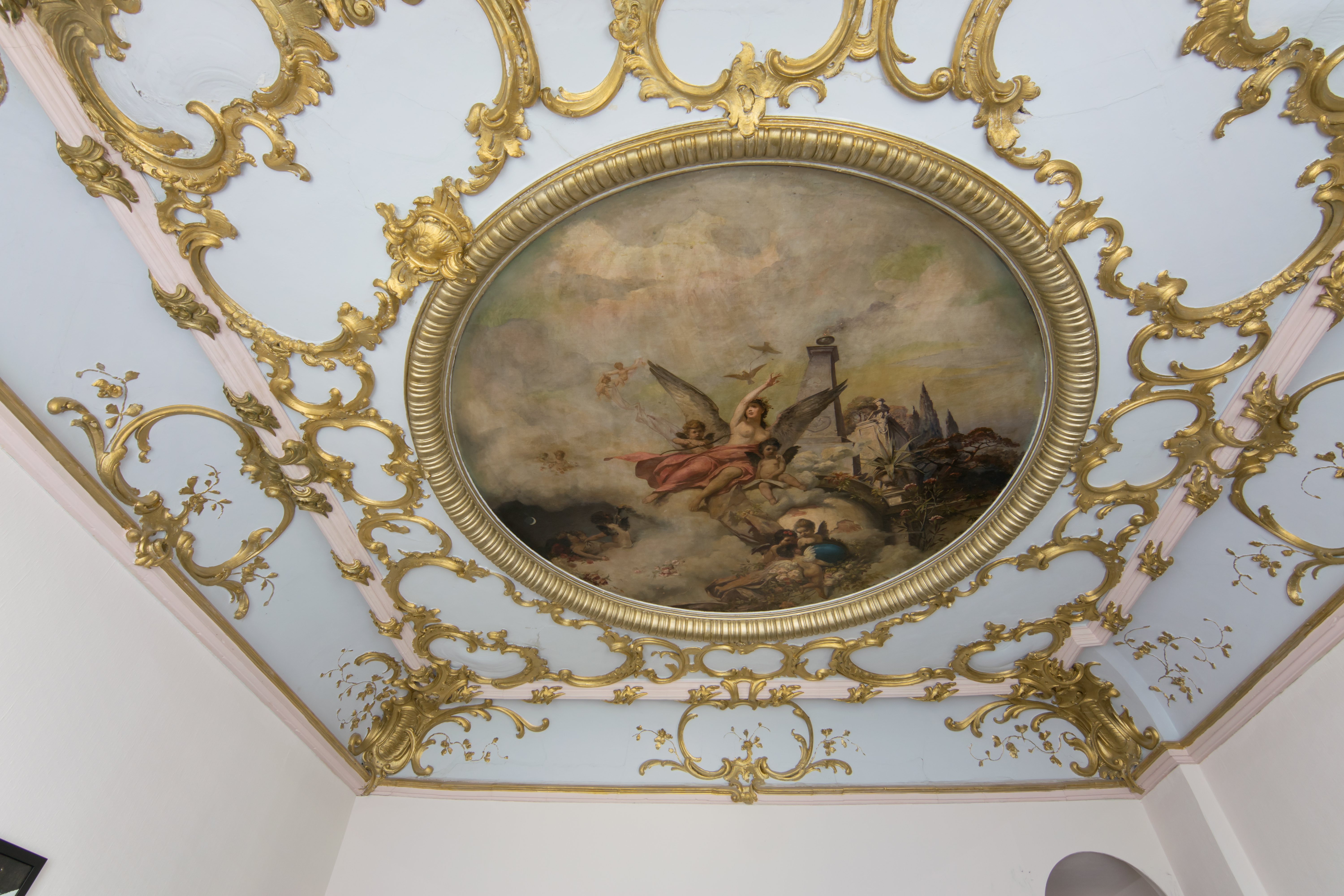
Decke in einem Gästezimmer

### Arbeitslager, Altenheim und Hotel – 1931 bis heute
Es folgten in kurzer Folge viele weitere Besitzerwechsel, bis 1931 der Kreis Stormarn Höltigbaum erwarb. 1932 richtete der Deutschnationale Handlungsgehilfen-Verband ein Arbeitslager auf Gut Höltigbaum ein, das wenig später vom Jungdeutschen Orden übernommen wurde. Nach der Machtergreifung durch die Nationalsozialisten wurde der Orden in den meisten deutschen Ländern verboten. Auf Höltigbaum war ein nicht näher beschriebener „Flaggenzwischenfall“ am 20. April 1933 (dem Führergeburtstag) Anlass zur Ausschaltung des Ordens und Übernahme des Lagers durch den „Verein zur Umschulung freiwilliger Arbeitskräfte“ ab dem Juli 1933. Das Lager ging im später gegründeten Reichsarbeitsdienst (RAD) auf und wurde von diesem bis zum 20. Januar 1938 als Reichsarbeitsdienstlager „Detlev von Liliencron“ geführt.
Einige nördlich des Herrenhauses liegende landwirtschaftlich genutzte Flächen des Gutes wurden 1935 enteignet und mit Grundstücken anderer betroffener Bauern zu einem Truppenübungsplatz umgewidmet. Wesentliche Teile dieses Geländes umfasst das heutige Naturschutzgebiet Höltigbaum. 1937 erwarb der Wandsbeker Keksfabrikant Hermann Heins das Gut.
Nach dem Auszug des RAD wurde das Herrenhaus zunächst als Getreidelager genutzt. Da das Korn lose in das Gebäude geschüttet wurde, kam es aber schnell zu einem Befall von Ratten, und das Getreide musste wieder entfernt werden. Danach wurde das Gebäude bis zum Kriegsende als Möbellager genutzt.
Nach dem Krieg lebten von Juli 1945 bis April 1946 Flüchtlinge aus Litauen auf Höltigbaum. Ab 1948 wurde von der Inneren Mission im Herrenhaus ein Altersheim eingerichtet. Ab Oktober 1956 übernahmen Max und Grete Adalbert das Herrenhaus und betrieben es weiter als Altenheim unter dem Namen „Altenheim Adalbert“. Der Betrieb wurde im September 1968 an einen neuen Standort verlegt. Von 1985 bis 1989 zog eine Künstlergruppe ein und versuchte dringende Reparaturen selbst durchzuführen. Ab 1990 vermietete die Familie Heins das Herrenhaus an den aus Iran stammenden Hossein Anahid, der nach einer zwei Jahre dauernden Restaurierungs- und Umbauphase auf Höltigbaum ein Hotel mit elf Zimmern betrieb.
2013 wechselte das Herrenhaus Höltigbaum erneut den Besitzer. Siegfried Greve ist seitdem Eigentümer und betreibt es als Veranstaltungsort für verschiedenste Anlässe. 2014 war Höltigbaum Drehort des Spielfilms Altersglühen.

## Erhaltene Gebäude

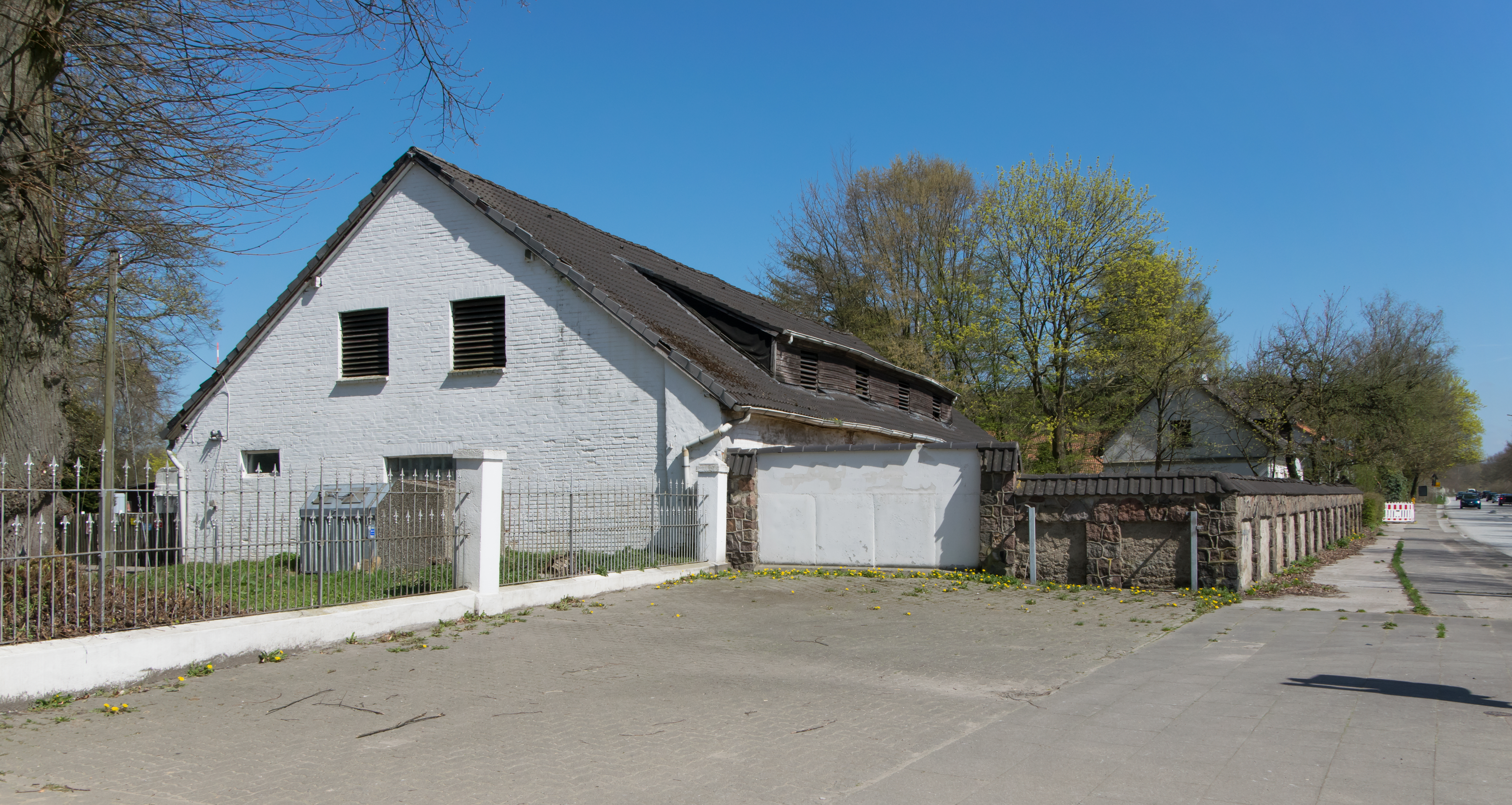
Ehemaliger Kuhstall

Auf einer Karte von 1921 kann man den damaligen Gebäudebestand nachvollziehen.
Ursprünglich befand sich beidseits der Zufahrt eine Scheune und ein Kuhstall. Erhalten ist nur der ehemalige Kuhstall. Die weiter östlich an der Landstraße stehenden früheren Arbeiterhäuser existieren beide noch. Auch das frühere Verwalterhaus und ein ehemals als Waschhaus genutztes Gebäude gibt es noch. Nicht mehr erhalten sind die große Kornscheune, der Pferdestall, das Elektrizitätswerk und zwei Remisen.